# La Couronne, Charente

La Couronne este o comună în departamentul Charente, Franța. În 1 ianuarie 2022 avea o populație de 7.759 de locuitori.